# Mutěnice (ort i Tjeckien, Södra Böhmen)
Mutěnice är en ort i Tjeckien.   Den ligger i regionen Södra Böhmen, i den sydvästra delen av landet, 100 km söder om huvudstaden Prag. Mutěnice ligger 406 meter över havet och antalet invånare är 192.
Terrängen runt Mutěnice är platt åt nordost, men åt sydväst är den kuperad. Mutěnice ligger nere i en dal. Runt Mutěnice är det ganska glesbefolkat, med 40 invånare per kvadratkilometer. Närmaste större samhälle är Strakonice, 2,4 km norr om Mutěnice. Omgivningarna runt Mutěnice är en mosaik av jordbruksmark och naturlig växtlighet.